# Демостен (војсковођа)
Демостен (?-413. п. н. е.) био је познати атински војсковођа у време Пелопонеског рата.

## Архидамов рат
Демостен се први пут у историјским изворима спомиње 426. п. н. е. у време неуспешне атинске интервенције на страни Акарнаније против Амбракије. Плашећи се за свој живот, одбио је да се врати у Атину. Међутим, његова правовремена интервенција је Атини исте године омогућила велику победу над Спартанцима у бици код Олпеје. Следеће године је повео експедицију на Сицилију која је прекинута због невремена. Демостен се морао склонити на обале Пелопонеза где је дошло до сукоба са Спартанцима код Сфактерије и Пилоса. Атињани су однели победе. Године 424. п. н. е. Демостен је доживео неуспех у покушају освајања Мегаре. Две године касније био је један од потписника Никијиног мира. 

## Сицилијанска експедиција
Демостен је водио повлачење атинске армије након катастрофалног пораза у бици код Мантинеје. Године 414. п. н. е. послат је, заједно са Еуримедоном, на Сицилију као појачање Никијиној експедицији јер је Аликибијад прешао на непријатељску страну. Иако је био искусан војсковођа, Демостен није имао успеха на Сицилији. Био је присталица повлачења атинских снага. Никија га је при томе надгласао. Атинске поморске снаге су блокиране и натеране на копно где су уништене од стране сиракушко-спартанске армије. 
Демостен и Никија су заробљени и погубљени упркос изричитој Гилиповој забрани. 